# Aguilar del Alfambra
Aguilar del Alfambra ist eine spanische Gemeinde und ein Dorf mit 82 Einwohnern (Stand: 2024) in der Provinz Teruel der Autonomen Region Aragón. 

## Lage
Das Dorf liegt 50 km nordöstlich von Teruel am Alfambra. Die Siedlung liegt auf einer Höhe von 1302 msnm auf der Südseite eines Hügelzuges, an dessen Fuß. Etwas westlich von Aguilar durchbricht der Alfambra den Hügelzug.
Aguilar del Alfambra ist Teil des Parque Cultural del Chopo Cabecero, eines Kulturparks, der die einzigartige Kulturlandschaft mit Kopfpappeln und extensiver Schafzucht bewahren soll.

## Klima
In Aguilar del Alfambra sind die Sommer kurz, heiß und meist klar; die Winter sind lang, sehr kalt, windig und teilweise bewölkt. Es ist das ganze Jahr über trocken. Die Durchschnittstemperatur beträgt 8,2 °C.